# Mistrovství světa v rychlobruslení na jednotlivých tratích 2019
Mistrovství světa v rychlobruslení na jednotlivých tratích 2019 se konalo ve dnech 7.–10. února 2019 v rychlobruslařské hale Max Aicher Arena v německém Inzellu. Jednalo se o 19. mistrovství světa v rychlobruslení na jednotlivých tratích. Do programu šampionátu byly nově zařazeny závody v týmovém sprintu.
Českou výpravu tvořily Natálie Kerschbaummayr (hromadný start), Martina Sáblíková (3000 m, 5000 m) a Nikola Zdráhalová (1500 m, hromadný start).
| Program                                                       | Program                                                     | Program                                           | Program                                                         |
| ------------------------------------------------------------- | ----------------------------------------------------------- | ------------------------------------------------- | --------------------------------------------------------------- |
| 7. února                                                      | 8. února                                                    | 9. února                                          | 10. února                                                       |
| týmový sprint ženy týmový sprint muži 3000 m ženy 5000 m muži | 500 m ženy 500 m muži stíhací závod ženy stíhací závod muži | 5000 m ženy 1000 m muži 1000 m ženy 10 000 m muži | 1500 m ženy 1500 m muži hromadný start ženy hromadný start muži |

## Muži

### 500 metrů
Závodu se zúčastnilo 24 závodníků.
| Pořadí           | Jméno                       | Země        | Čas   |
| ---------------- | --------------------------- | ----------- | ----- |
| Zlatá medaile    | Ruslan Murašov              | Rusko       | 34,22 |
| Stříbrná medaile | Håvard Holmefjord Lorentzen | Norsko      | 34,35 |
| Bronzová medaile | Viktor Muštakov             | Rusko       | 34,43 |
| 4.               | Čcha Min-kju                | Jižní Korea | 34,44 |
| 5.               | Júma Murakami               | Japonsko    | 34,47 |
| 6.               | Ronald Mulder               | Nizozemsko  | 34,50 |
| 7.               | Pavel Kuližnikov            | Rusko       | 34,53 |
| 8.               | Dai Dai N'tab               | Nizozemsko  | 34,55 |
| 9.               | Kao Tching-jü               | Čína        | 34,59 |
| 10.              | Jan Smeekens                | Nizozemsko  | 34,68 |

### 1000 metrů
Závodu se zúčastnilo 24 závodníků.
| Pořadí           | Jméno                       | Země       | Čas     |
| ---------------- | --------------------------- | ---------- | ------- |
| Zlatá medaile    | Kai Verbij                  | Nizozemsko | 1:07,39 |
| Stříbrná medaile | Thomas Krol                 | Nizozemsko | 1:07,67 |
| Bronzová medaile | Kjeld Nuis                  | Nizozemsko | 1:07,81 |
| 4.               | Håvard Holmefjord Lorentzen | Norsko     | 1:07,85 |
| 5.               | Denis Juskov                | Rusko      | 1:08,10 |
| 6.               | Pavel Kuližnikov            | Rusko      | 1:08,13 |
| 7.               | Viktor Muštakov             | Rusko      | 1:08,38 |
| 8.               | Nico Ihle                   | Německo    | 1:08,40 |
| 9.               | Masaja Jamada               | Japonsko   | 1:08,49 |
| 10.              | Juto Fudžino                | Japonsko   | 1:08,56 |

### 1500 metrů
Závodu se zúčastnilo 24 závodníků.
| Pořadí           | Jméno                    | Země       | Čas         |
| ---------------- | ------------------------ | ---------- | ----------- |
| Zlatá medaile    | Thomas Krol              | Nizozemsko | 1:42,58     |
| Stříbrná medaile | Sverre Lunde Pedersen    | Norsko     | 1:43,16     |
| Bronzová medaile | Denis Juskov             | Rusko      | 1:43,20     |
| 4.               | Seitaró Ičinohe          | Japonsko   | 1:43,54     |
| 5.               | Kjeld Nuis               | Nizozemsko | 1:43,60     |
| 6.               | Ning Čung-jen            | Čína       | 1:44,27     |
| 7.               | Patrick Roest            | Nizozemsko | 1:44,97     |
| 8.               | Joey Mantia              | USA        | 1:45,24     |
| 9.               | Antoine Gélinas-Beaulieu | Kanada     | 1:45,26 (7) |
| 10.              | Masaja Jamada            | Japonsko   | 1:45,26 (8) |

### 5000 metrů
Závodu se zúčastnilo 20 závodníků.
| Pořadí           | Jméno                 | Země        | Čas     |
| ---------------- | --------------------- | ----------- | ------- |
| Zlatá medaile    | Sverre Lunde Pedersen | Norsko      | 6:07,16 |
| Stříbrná medaile | Patrick Roest         | Nizozemsko  | 6:11,70 |
| Bronzová medaile | Sven Kramer           | Nizozemsko  | 6:12,53 |
| 4.               | Alexandr Rumjancev    | Rusko       | 6:13,75 |
| 5.               | Ted-Jan Bloemen       | Kanada      | 6:13,79 |
| 6.               | Patrick Beckert       | Německo     | 6:15,76 |
| 7.               | Sergej Trofimov       | Rusko       | 6:16,10 |
| 8.               | Danila Semerikov      | Rusko       | 6:16,59 |
| 9.               | Jordan Belchos        | Kanada      | 6:18,06 |
| 10.              | Peter Michael         | Nový Zéland | 6:19,35 |

### 10 000 metrů
Závodu se zúčastnilo 12 závodníků.
| Pořadí           | Jméno               | Země        | Čas          |
| ---------------- | ------------------- | ----------- | ------------ |
| Zlatá medaile    | Jorrit Bergsma      | Nizozemsko  | 12:52,92     |
| Stříbrná medaile | Patrick Roest       | Nizozemsko  | 12:53,34     |
| Bronzová medaile | Danila Semerikov    | Rusko       | 12:57,40 (0) |
| 4.               | Patrick Beckert     | Německo     | 12:57,40 (2) |
| 5.               | Alexandr Rumjancev  | Rusko       | 12:57,92     |
| 6.               | Davide Ghiotto      | Itálie      | 13:04,49     |
| 7.               | Graeme Fish         | Kanada      | 13:05,69     |
| 8.               | Peter Michael       | Nový Zéland | 13:13,72     |
| 9.               | Michele Malfatti    | Itálie      | 13:18,37     |
| 10.              | Ole Bjørnsmoen Næss | Norsko      | 13:18,64     |

### Závod s hromadným startem
Závodu se zúčastnilo 24 závodníků.
| Pořadí           | Jméno             | Země        | Body | Čas     |
| ---------------- | ----------------- | ----------- | ---- | ------- |
| Zlatá medaile    | Joey Mantia       | USA         | 60   | 7:35,66 |
| Stříbrná medaile | Om Čchon-ho       | Jižní Korea | 40   | 7:36,11 |
| Bronzová medaile | Čong Če-won       | Jižní Korea | 21   | 7:36,30 |
| 4.               | Andrea Giovannini | Itálie      | 12   | 7:36,64 |
| 5.               | Seitaró Ičinohe   | Japonsko    | 6    | 7:37,40 |
| 6.               | Peter Michael     | Nový Zéland | 6    | 7:49,43 |
| 7.               | Livio Wenger      | Švýcarsko   | 3    | 7:37,44 |
| 7.               | Danila Semerikov  | Belgie      | 3    | 7:37,44 |
| 9.               | Haralds Silovs    | Lotyšsko    | 3    | 7:38,48 |
| 10.              | Felix Maly        | Německo     | 2    | 8:02,37 |

### Týmový sprint
Závodu se zúčastnilo osm týmů.
| Pořadí           | Tým                                                                       | Čas     |
| ---------------- | ------------------------------------------------------------------------- | ------- |
| Zlatá medaile    | Nizozemsko Michel Mulder, Kjeld Nuis, Kai Verbij                          | 1:19,05 |
| Stříbrná medaile | Jižní Korea Kim Čun-ho, Kim Tche-jun, Čcha Min-kju                        | 1:20,00 |
| Bronzová medaile | Rusko Pavel Kuližnikov, Ruslan Murašov, Viktor Muštakov                   | 1:20,10 |
| 4.               | Německo Nico Ihle, Denny Ihle, Joel Dufter                                | 1:20,59 |
| 5.               | Polsko Artur Nogal, Piotr Michalski, Marcin Bachanek                      | 1:22,76 |
| 6.               | Bělorusko Vitalij Michajlov, Ignat Golovaťuk, Alexej Kirpičnik            | 1:23,51 |
| 7.               | Čína Wang Š’-wej, Wu Jü, Ning Čung-jen                                    | DSQ     |
| 7.               | Norsko Håvard Holmefjord Lorentzen, Henrik Fagerli Rukke, Bjørn Magnussen | DSQ     |

### Stíhací závod družstev
Závodu se zúčastnilo osm týmů.
| Pořadí           | Tým                                                              | Čas     |
| ---------------- | ---------------------------------------------------------------- | ------- |
| Zlatá medaile    | Nizozemsko Sven Kramer, Douwe de Vries, Marcel Bosker            | 3:38,43 |
| Stříbrná medaile | Norsko Håvard Bøkko, Sverre Lunde Pedersen, Sindre Henriksen     | 3:40,80 |
| Bronzová medaile | Rusko Alexandr Rumjancev, Danila Semerikov, Sergej Trofimov      | 3:41,31 |
| 4.               | Japonsko Rjósuke Cučija, Seitaró Ičinohe, Shane Williamson       | 3:41,96 |
| 5.               | Kanada Ted-Jan Bloemen, Jordan Belchos, Antoine Gélinas-Beaulieu | 3:43,04 |
| 6.               | Itálie Andrea Giovannini, Michele Malfatti, Daniel Niero         | 3:44,18 |
| 7.               | Jižní Korea Kim Min-sok, Čong Če-won, Om Čchon-ho                | 3:48,83 |
| 8.               | Kazachstán Demjan Gavrilov, Dmitrij Morozov, Vitalij Ščigolev    | 3:48,88 |

## Ženy

### 500 metrů
Závodu se zúčastnilo 24 závodnic.
| Pořadí           | Jméno               | Země       | Čas   |
| ---------------- | ------------------- | ---------- | ----- |
| Zlatá medaile    | Vanessa Herzogová   | Rakousko   | 37,12 |
| Stříbrná medaile | Nao Kodairaová      | Japonsko   | 37,20 |
| Bronzová medaile | Konami Sogaová      | Japonsko   | 37,60 |
| 4.               | Angelina Golikovová | Rusko      | 37,69 |
| 5.               | Olga Fatkulinová    | Rusko      | 37,76 |
| 6.               | Brittany Boweová    | USA        | 37,77 |
| 7.               | Maki Cudžiová       | Japonsko   | 37,85 |
| 8.               | Darja Kačanovová    | Rusko      | 37,89 |
| 9.               | Jekatěrina Ajdovová | Kazachstán | 38,03 |
| 10.              | Heather McLeanová   | Kanada     | 38,05 |

### 1000 metrů
Závodu se zúčastnilo 24 závodnic.
| Pořadí           | Jméno                 | Země       | Čas     |
| ---------------- | --------------------- | ---------- | ------- |
| Zlatá medaile    | Brittany Boweová      | USA        | 1:13,41 |
| Stříbrná medaile | Vanessa Herzogová     | Rakousko   | 1:14,38 |
| Bronzová medaile | Nao Kodairaová        | Japonsko   | 1:14,44 |
| 4.               | Miho Takagiová        | Japonsko   | 1:14,58 |
| 5.               | Jutta Leerdamová      | Nizozemsko | 1:14,63 |
| 6.               | Antoinette de Jongová | Nizozemsko | 1:14,70 |
| 7.               | Jekatěrina Šichovová  | Rusko      | 1:14,88 |
| 8.               | Sanneke de Neelingová | Nizozemsko | 1:14,95 |
| 9.               | Olga Fatkulinová      | Rusko      | 1:15,09 |
| 10.              | Li Čchi-š'            | Čína       | 1:15,55 |

### 1500 metrů
Závodu se zúčastnilo 24 závodnic.
| Pořadí           | Jméno                    | Země       | Čas     |
| ---------------- | ------------------------ | ---------- | ------- |
| Zlatá medaile    | Ireen Wüstová            | Nizozemsko | 1:52,81 |
| Stříbrná medaile | Miho Takagiová           | Japonsko   | 1:53,32 |
| Bronzová medaile | Brittany Boweová         | USA        | 1:53,36 |
| 4.               | Jekatěrina Šichovová     | Rusko      | 1:53,41 |
| 5.               | Antoinette de Jongová    | Nizozemsko | 1:53,76 |
| 6.               | Melissa Wijfjeová        | Nizozemsko | 1:54,50 |
| 7.               | Jevgenija Lalenkovová    | Rusko      | 1:54,94 |
| 8.               | Francesca Lollobrigidová | Itálie     | 1:55,15 |
| 9.               | Jelizaveta Kazelinová    | Rusko      | 1:56,11 |
| 10.              | Noemi Bonazzaová         | Itálie     | 1:56,14 |
|                  |                          |            |         |
| 17.              | Nikola Zdráhalová        | Česko      | 1:57,42 |

### 3000 metrů
Závodu se zúčastnilo 20 závodnic.
| Pořadí           | Jméno                  | Země       | Čas     |
| ---------------- | ---------------------- | ---------- | ------- |
| Zlatá medaile    | Martina Sáblíková      | Česko      | 3:58,91 |
| Stříbrná medaile | Antoinette de Jongová  | Nizozemsko | 3:59,41 |
| Bronzová medaile | Natalja Voroninová     | Rusko      | 3:59,99 |
| 4.               | Carlijn Achtereekteová | Nizozemsko | 4:00,47 |
| 5.               | Ireen Wüstová          | Nizozemsko | 4:01,45 |
| 6.               | Miho Takagiová         | Japonsko   | 4:02,17 |
| 7.               | Isabelle Weidemannová  | Kanada     | 4:03,49 |
| 8.               | Jevgenija Lalenkovová  | Rusko      | 4:03,57 |
| 9.               | Marina Zujevová        | Bělorusko  | 4:05,39 |
| 10.              | Jelena Sochrjakovová   | Rusko      | 4:06,48 |

### 5000 metrů
Závodu se zúčastnilo 12 závodnic.
| Pořadí           | Jméno                 | Země       | Čas     |
| ---------------- | --------------------- | ---------- | ------- |
| Zlatá medaile    | Martina Sáblíková     | Česko      | 6:44,85 |
| Stříbrná medaile | Esmee Visserová       | Nizozemsko | 6:46,14 |
| Bronzová medaile | Natalja Voroninová    | Rusko      | 6:50,39 |
| 4.               | Isabelle Weidemannová | Kanada     | 6:56,13 |
| 5.               | Carien Kleibeukerová  | Nizozemsko | 6:56,47 |
| 6.               | Ivanie Blondinová     | Kanada     | 6:56,73 |
| 7.               | Claudia Pechsteinová  | Německo    | 7:00,90 |
| 8.               | Jelena Sochrjakovová  | Rusko      | 7:04,60 |
| 9.               | Marina Zujevová       | Bělorusko  | 7:04,71 |
| 10.              | Nene Sakaiová         | Japonsko   | 7:08,59 |

### Závod s hromadným startem
Závodu se zúčastnilo 24 závodnic.
| Pořadí           | Jméno                       | Země       | Body | Čas     |
| ---------------- | --------------------------- | ---------- | ---- | ------- |
| Zlatá medaile    | Irene Schoutenová           | Nizozemsko | 60   | 8:27,84 |
| Stříbrná medaile | Ivanie Blondinová           | Kanada     | 40   | 8:28,46 |
| Bronzová medaile | Jelizaveta Kazelinová       | Rusko      | 20   | 8:29,29 |
| 4.               | Francesca Lollobrigidová    | Itálie     | 10   | 8:29,54 |
| 5.               | Ajano Satóová               | Japonsko   | 6    | 8:29,66 |
| 6.               | Elena Møllerová-Rigasová    | Dánsko     | 5    | 8:43,95 |
| 7.               | Jin Čchi                    | Čína       | 5    | 8:50,24 |
| 8.               | Mia Kilburgová-Manganellová | USA        | 3    | 8:30,32 |
| 9.               | Magdalena Czyszczońová      | Polsko     | 3    | 8:51,89 |
| 10.              | Melissa Wijfjeová           | Nizozemsko | 2    | 8:32,08 |
|                  |                             |            |      |         |
| 16.              | Nikola Zdráhalová           | Česko      | 0    | 8:32,46 |
| 17.              | Natálie Kerschbaummayr      | Česko      | 0    | 8:34,41 |

### Týmový sprint
Závodu se zúčastnilo sedm týmů.
| Pořadí           | Tým                                                                | Čas     |
| ---------------- | ------------------------------------------------------------------ | ------- |
| Zlatá medaile    | Nizozemsko Janine Smitová, Letitia de Jongová, Jutta Leerdamová    | 1:26,28 |
| Stříbrná medaile | Kanada Kaylin Irvineová, Kali Christová, Heather McLeanová         | 1:27,21 |
| Bronzová medaile | Rusko Olga Fatkulinová, Angelina Golikovová, Darja Kačanovová      | 1:27,26 |
| 4.               | Itálie Yvonne Daldossiová, Francesca Bettroneová, Noemi Bonazzaová | 1:28,18 |
| 5.               | Čína Li Čchi-š', Čao Sin, Ťin Ťing-ču                              | 1:29,15 |
| 6.               | Jižní Korea Kim Hjon-jong, Kim Min-son, Pak Či-u                   | 1:29,83 |
| 7.               | Norsko Hege Bøkková, Martine Ripsrudová, Anne Gulbrandsenová       | 1:30,56 |

### Stíhací závod družstev
Závodu se zúčastnilo osm týmů.
| Pořadí           | Tým                                                                      | Čas     |
| ---------------- | ------------------------------------------------------------------------ | ------- |
| Zlatá medaile    | Japonsko Miho Takagiová, Nana Takagiová, Ajano Satóová                   | 2:55,78 |
| Stříbrná medaile | Nizozemsko Ireen Wüstová, Antoinette de Jongová, Joy Beuneová            | 2:56,20 |
| Bronzová medaile | Rusko Natalja Voroninová, Jelizaveta Kazelinová, Jevgenija Lalenkovová   | 2:57,72 |
| 4.               | Kanada Ivanie Blondinová, Isabelle Weidemannová, Valérie Maltaisová      | 2:58,30 |
| 5.               | Čína Li Tan, Chan Mej, Jin Čchi                                          | 3:04,07 |
| 6.               | Polsko Natalia Czerwonková, Magdalena Czyszczońová, Karolina Bosieková   | 3:05,33 |
| 7.               | USA Mia Kilburgová-Manganellová, Carlijn Schoutensová, Kimi Goetzová     | 3:06,00 |
| 8.               | Itálie Francesca Lollobrigidová, Francesca Bettroneová, Noemi Bonazzaová | 3:07,87 |

## Medailové pořadí zemí
| Pořadí | Země        | Zlato | Stříbro | Bronz | Celkem |
| ------ | ----------- | ----- | ------- | ----- | ------ |
| 1.     | Nizozemsko  | 8     | 6       | 2     | 16     |
| 2.     | USA         | 2     | 0       | 1     | 3      |
| 3.     | Česko       | 2     | 0       | 0     | 2      |
| 4.     | Norsko      | 1     | 3       | 0     | 4      |
| 5.     | Japonsko    | 1     | 2       | 2     | 5      |
| 6.     | Rakousko    | 1     | 1       | 0     | 2      |
| 7.     | Rusko       | 1     | 0       | 10    | 11     |
| 8.     | Jižní Korea | 0     | 2       | 1     | 3      |
| 9.     | Kanada      | 0     | 2       | 0     | 2      |